# Mandatna Palestina
Mandatna Palestina bila je geopolitički entitet uspostavljen između 1920. i 1948. u Palestini prema uvjetima Mandata Lige naroda za Palestinu.
Tijekom Prvog svjetskog rata (1914. – 1918.), arapski ustanak protiv osmanske vladavine i Egipatske ekspedicijske snage Britanskog Carstva (EEF) protjerali su Osmanlije s Levanta. Ujedinjeno Kraljevstvo se u prepisci McMahon–Hussein složilo da će poštivati arapsku neovisnost ako se Arapi pobune protiv Osmanlija, ali na kraju su Ujedinjeno Kraljevstvo i Francuska podijelile područje prema sporazumu Sykes–Picot – što je bio čin izdaje u očima Arapa.
Pitanje je dodatno zakomplicirala Balfourova deklaracija iz 1917., u kojoj je Britanija obećala svoju potporu za uspostavu židovskog "nacionalnog doma" u Palestini. Na kraju rata, Britanci i Francuzi formirali su zajedničku "upravu okupiranog neprijateljskog teritorija" u nekadašnjoj osmanskoj Siriji. Britanci su stekli legitimitet dobivanjem mandata od Lige naroda u lipnju 1922. Jedan cilj sustava mandata Lige naroda bio je upravljati područjima propaloga Osmanskoga Carstva "do trenutka dok ne budu u stanju samostalno upravljati".
Tijekom mandata, područje je doživjelo uzastopne valove židovskoga doseljavanja i uspon nacionalističkih pokreta u židovskoj i arapskoj zajednici. Suprotstavljeni interesi dviju populacija doveli su do pobune Arapa u Palestini 1936.-1939. i židovske pobune 1944.-1948. u Mandatnoj Palestini. Plan podjele Palestine Ujedinjenih naroda za podjelu teritorija na dvije države, jednu arapsku i jednu židovsku, donesen je u studenome 1947. Arapsko-izraelski rat 1948. završio je tako da je teritorij Mandatne Palestine podijeljen između Države Izrael, Hašemitske Kraljevine Jordan, koja je anektirala teritorij na Zapadnoj obali rijeke Jordan, i Kraljevine Egipat, koja je uspostavila "Svepalestinski protektorat" u Pojasu Gaze.